# 하중도
하중도(河中島, 영어: river island, river archipelago)는 하천에 있는 섬을 말한다. 강의 유속이 느려지면서 퇴적물이 쌓여 강(江) 가운데에 만들어진다. 주로 큰 강의 하류에 많이 생긴다. 한반도에는 압록강, 한강, 대동강, 두만강, 낙동강 등에 큰 섬들이 있다. 그 중에서도 압록강 하류에 큰 섬들이 많은데, 국경인 압록강과 두만강의 하중도들은 영토적으로는 물론 역사적으로도 매우 중요한 의미를 갖는다. 모랫등, 안섬이라고도 한다.

## 세계 최대의 하중도
세계에서 가장 넓은 하중도는 브라질의 아마존강 하구(河口)에 있는 마라조섬으로, 면적이 40,100 km2에 이른다.(남한 면적의 5분의 2) 기네스북에서는 바다에 접하지 않는 섬을 기준으로 하여 인도의 마줄리를 세계 최대의 하중도로 등재하고 있는데, 이 섬의 면적은 352 km2이다.

## 한국의 하중도

### 한강
- 서울특별시 - 여의도, 밤섬, 노들섬, 선유도, 난지도
- 강원특별자치도 춘천시 - 상중도, 하중도

### 낙동강
- 부산광역시 사하구 - 을숙도
- 경상남도 밀양시 삼문동

### 대동강
- 평양직할시 - 능라도(綾羅島), 양각도(羊角島), 두루섬(豆老島, 두로도), 벽지도(碧只島)

### 압록강
- 평안북도 신도군
  - 비단섬 - 신도(薪島)와 마안도 등 압록강 하구 서쪽의 섬들을 1958년에 둑으로 연결하여 만든 인공섬.
  - 황금평(黃金坪) - 옛 이름은 황초평(黃草平)으로, 중국 영토와 붙어 있다.
- 평안북도 의주군
  - 다지도(多智島) - 옛 검동도(黔同島), 난자도(蘭子島), 다지도(多智島), 마도(麻島) 등이 퇴적으로 합쳐진 섬. 이 섬의 북부인 서호리(옛 검동도) 지역이 의주군에 속한다.
  - 어적도(於赤島) - 옛 어적도와 승아도(勝阿島)[1]가 퇴적으로 합쳐진 섬. 섬의 북쪽에서 서쪽으로 흐르는 좁은 폭의 개천을 경계로 중국 영토와 붙어 있다.
  - 구리도(九里島) - 옛 구리도(九里島)와 소구리도(小九里島)가 퇴적으로 합쳐진 섬. 의주군 룡운리(해방 당시에는 의주군 수진면 룡운동)의 본섬이다.
  - 관마도(官馬島) - 구리도의 동북쪽에 있는 부속섬으로, 이 섬의 서쪽에는 소관마도(小官馬島, 새알섬)가 있다. 둘 다 룡운리에 속한다.
  - 수구도(水口島, 웃섬) - 의주군 대화리 북쪽에 있는 섬. 해방 당시에는 의주군 수진면 수구동이었다. 섬의 동서쪽 양 끝이 중국 영토와 붙어 있다.
- 평안북도 신의주시
  - 위화도(威化島) - 조선 태조 이성계는 위화도 회군으로 정권을 잡고 조선 왕조를 개창하는 계기를 만들었다. 섬 서쪽 중국과의 접경에 추도(楸島) 등 작은 부속 섬들이 있다.
  - 임도(荏島, 깨섬) - 옛 임도[2]와 서쪽의 신도(薪島)[3]가 퇴적으로 합쳐진 섬으로, 신의주시 선상동에 속한다. 퇴적으로 인해 신의주시의 육지와 연륙되어 현재는 섬이라고 보기 어렵다.
  - 다지도(多智島) - 섬의 남부인 다지리 지역(옛 다지도 등)이 신의주시에 속한다.
  - 류초도(柳草島) 및 동류초도(東柳草島)

### 두만강
- 함경북도 경원군
  - 류다섬(柳多島) - 두만강 본류의 동쪽에 위치하고 있기 때문에, 섬의 동쪽 둘레가 중화인민공화국의 영토에 둘러싸여 있는 섬이다.
  - 매기도(每基島) - 조선민주주의인민공화국과 중화인민공화국이 나누어 점유하고 있는 섬이다. 평시에는 양측의 경계가 도랑 수준에 불과해 사실상 하나의 섬과 같으나, 큰비가 내리면 섬이 둘로 확연히 쪼개진다. 이 때문에 경계비가 유실되기도 했다. 중국측 부분은 '왕가타자도(王家坨子島)'라고 한다.[4]
- 나선시
  - 큰섬 - 두만강 하구 러시아와의 접경지에 있는 작은 삼각주이다.
- 녹둔도(鹿屯島) - 19세기 중반까지 조선이 관할한 하중도. 1860년 10월의 베이징 조약으로 연해주를 획득한 러시아 제국이 연해주에 붙은 녹둔도까지 점령하였고, 이후 소비에트 연방을 거쳐 러시아의 영토가 되었다.

## 같이 보기
- 한국의 섬